# 銚子警察署
銚子警察署（ちょうしけいさつしょ）は、千葉県警察が管轄する警察署の一つである。第5方面の代表警察署。

## 管轄区域
- 銚子市

## 所在地
- 千葉県銚子市春日町1922番地2

## 庁舎概要
銚子警察署庁舎
- 竣工年 : 1972年
- 延床面積 : 1,442m²
- 構造/規模 : RC造、地上4階

銚子警察署別館
- 竣工年 : 1989年
- 延床面積 : 639m²
- 構造/規模 : S造、地上2階

## 沿革
- 1878年（明治11年）：八日市場警察署銚子分署から銚子警察署として独立

## 交番
- 中央交番（銚子市後飯町6番地の19）
- 銚子駅前交番（銚子市西芝町600番地の1）

## 駐在所
- 海鹿島駐在所（銚子市海鹿島町5534番地の16）
- 犬吠埼駐在所（銚子市犬吠埼9578番地の42）
- 椎柴駐在所（銚子市小船木町1丁目513番地）
- 高神駐在所（銚子市高神西町587番地の3）
- 外川駐在所（銚子市外川台町10357番地4）
- 豊岡駐在所（銚子市八木町3581番地の3）
- 豊里駐在所（銚子市桜井町2番地の1）
- 猿田駐在所（銚子市猿田町624番地の35）
- 本城駐在所（銚子市長塚町1丁目1番地の20）
- 松岸駐在所（銚子市松岸町3丁目288番地の2）